# 周東広域農道
周東広域農道（しゅうとうこういきのうどう）は、山口県岩国市から周南市を通る農道である。別名「周東大規模農道」。

## 路線データ
- 起点：岩国市由宇町北・堀田交差点（国道188号交点）
- 終点：周南市大字大河内・垰交差点（国道2号交点）

## 交差する道路
- 国道188号
- 国道437号
- 山口県道7号
- 山口県道8号
- 山口県道22号
- 山口県道70号
- 山口県道138号
- 山口県道144号
- 山口県道149号
- 山口県道162号

## 主な重複区間
- 山口県道63号
- 山口県道149号